# Piercarlo Ghinzani

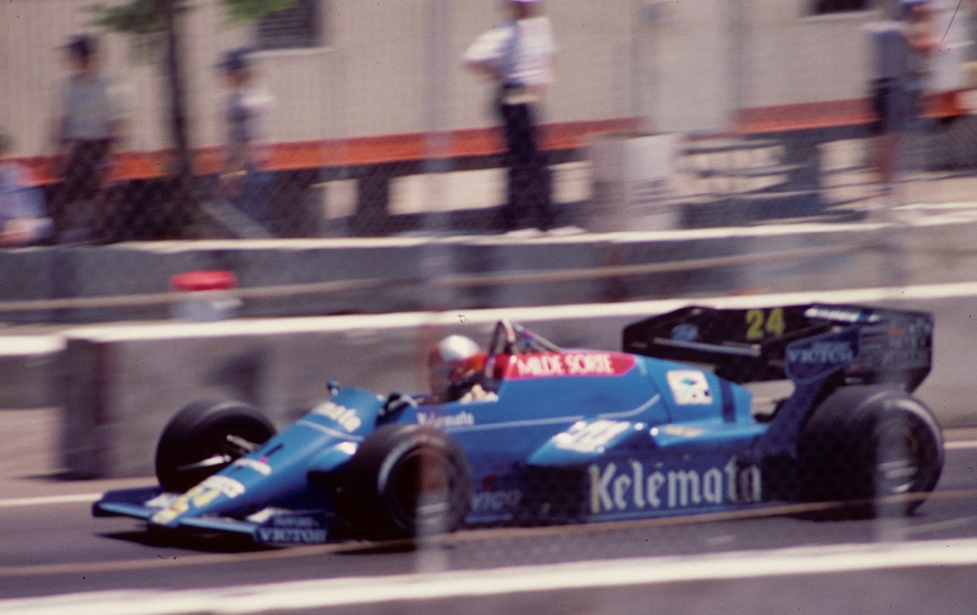
Piercarlo Ghinzani i Dallas Grand Prix 1984. Han gick i mål som femma, vilket blev karriärens bästa placering.

Piercarlo Ghinzani, född 16 januari 1952 i Riviera d'Adda, är en italiensk racerförare. Han driver teamet Team Ghinzani.

## Racingkarriär
Ghinzani tävlade i Formel 1 under 1980-talet. Han körde större delen av sin karriär för Osella. Höjdpunkten var femteplatsen i en Osella-Alfa Romeo i loppet i USA 1984, som gav honom hans två poäng. Ghinzani driver numera racingteamet Team Ghinzani.

## F1-karriär
| Säsong | Stall/Tillverkare              | Poäng | Placering |
| ------ | ------------------------------ | ----- | --------- |
| 1981   | Osella-Ford                    | 0     | –         |
| 1983   | Osella-Ford Osella-Alfa Romeo  | 0     | –         |
| 1984   | Osella-Alfa Romeo              | 2     | 19        |
| 1985   | Toleman-Hart Osella-Alfa Romeo |       |           |
| 1986   | Osella-Alfa Romeo              | 0     | –         |
| 1987   | Ligier-Megatron                | 0     | –         |
| 1988   | Zakspeed                       | 0     | –         |
| 1989   | Osella-Ford                    | 0     | –         |

### Diskvalificerad i F1-lopp
1. Storbritannien 1987
2. Frankrike 1988